# Brunfelsia clandestina
Brunfelsia clandestina ist eine Art aus der Sektion Guianenses der Gattung Brunfelsia. Sie kommt endemisch in den brasilianischen Bundesstaaten Bahia und Espírito Santo vor.

## Beschreibung

### Vegetative Merkmale
Brunfelsia clandestina ist ein bis zu 6 m hoher Strauch oder kleiner Baum, dessen Stamm einen Durchmesser von bis zu 8 cm erreichen kann. Die Rinde an Stamm und Ästen ist gelblich-braun, von längs- und quergerichteten Rissen überzogen und blättert dünn und unregelmäßig ab. Die jungen Zweige haben einen Durchmesser von 1,5 bis 2 mm, sind unbehaart, gräulich bis dunkel rotbraun gefärbt und mehr oder weniger glänzend. Sie sind von längsgerichteten Rissen überzogen.
Die Laubblätter stehen an 2 bis 6 mm langen, unbehaarten oder nur leicht drüsig behaarten Blattstielen. Die Blattspreite ist 35 bis 120 mm lang, 15 bis 50 mm breit, elliptisch bis verlängert lanzettlich, seltener lanzettlich oder umgekehrt eiförmig. Nach vorn hin ist die Blattspreite zugespitzt bis spitz zulaufend, die Spitze selbst ist abgestumpft. Die Basis der Blattspreite ist zugespitzt oder abgestumpft. Die Blätter sind unbehaart oder auf der Unterseite schwach fein behaart, papierartig bis beinahe lederig, selten auch lederig. Die Oberseite ist mittelgrün, die Unterseite ist etwas heller. Beide Seiten sind glänzend. Von der Mittelrippe gehen je Seite sechs bis acht Nebenadern aus, meist sind sie gerade, stehen in einem Winkel von 45 bis 70° zur Mittelrippe und laufen etwa 3 bis 6 mm vom Blattrand zu einer bogenförmigen Randader zusammen.

### Blütenstände und Blüten
Die Blütenstände stehen terminal oder beinahe terminal an ausgereiften oder frisch getriebenen Zweigen des Jahres. Sie bestehen aus einer oder zwei Blüten und können an einem kurzen Blütenstandsstiel stehen. Unterhalb der Blüten stehen ein bis drei laubblattartige Hochblätter, sie können aber auch fehlen. Sie sind linealisch bis schiffchenförmig, an der Spitze abgeschnitten, 2 bis 6 mm lang und schwach fein behaart oder drüsig behaart. Die Blütenstiele sind unbehaart, 3 bis 9 mm lang und messen 1 mm im Durchmesser. An der Frucht verdicken sie sich auf bis zu 3 mm und werden warzig-korkig.
Der Kelch ist röhrenförmig oder röhrenförmig-glockenförmig, drehrund, 8 bis 16 mm lang und 3 bis 7 mm im Durchmesser. Er ist unbehaart, hellgrün, häutig und mit nahezu gleich langen Kelchzähnen besetzt. Diese haben eine Länge von 2 bis 5 mm, sind dreieckig-eiförmig, nach vorn hin zugespitzt oder spitz zulaufend. Die Spitze selbst ist stumpf und fein drüsig-papillös. Der Kelch bleibt an der Frucht bestehen, vergrößert sich auf eine Länge von 11 bis 16 mm, ist dann glänzend, lederig, streifig von Adern durchzogen und umschließt die untere Hälfte der Frucht.
Die Krone ist weiß. Die Kronröhre ist gerade, 18 bis 25 mm lang und damit 1,5- bis 2-mal so lang wie der Kelch und misst 1 bis 3 mm im Durchmesser. Sie ist unbehaart, nur selten mit einigen wenigen drüsigen Trichomen besetzt. Die Öffnung zum Kronsaum hat einen Durchmesser von 3 bis 5 mm. Der 15 bis 26 mm durchmessende Kronsaum steht geneigt von der Kronröhre ab, die Kronlappen sind nahezu gleich groß, breit umgekehrt eiförmig bis gerundet, 6 bis 10 mm lang, im Alter etwas größer werdend.
Die vier Staubblätter stehen in zwei unterschiedlich langen Paaren in der oberen Hälfte der Kronröhre an und stehen nicht über diese hinaus. Die Staubfäden sind bandförmig und etwa 0,6 bis 1 mm breit. Die Staubfäden des längeren Staubblattpaars sind 3 bis 5 mm lang und an der Spitze umgebogen, das kürzere Staubblattpaar hat 1,5 bis 3 mm lange Staubfäden. Die Staubbeutel sind kreisförmig-nierenförmig und messen 1 mm im Durchmesser. Der Fruchtknoten hat eine Höhe von 1 bis 1,5 mm, einen Durchmesser von 0,8 bis 1,2 mm und ist konisch-eiförmig geformt. Je Fruchtknotenfach werden zehn bis zwölf Samenanlagen gebildet. Der Griffel ist an der Spitze umgebogen und 16 bis 20 mm lang. Die Narbe ist leicht zweilappig, der obere Lappen ist etwas größer und 1 bis 1,5 mm lang.

### Früchte und Samen
Die Früchte sind bei Reife trockene Kapseln, die eiförmig bis beinahe kugelförmig und nach vorn zugespitzt sind. Sie werden 13 bis 20 mm lang und 13 bis 15 mm breit. Die Oberfläche ist glatt, glänzend und dunkelgrün. Das Perikarp ist 0,5 bis 1 mm dick und krustig.
Jede Kapsel enthält etwa neun bis 15 Samen. Diese sind länglich nierenförmig, im Querschnitt drehrund oder an einer Seite etwas abgeflacht. Sie haben eine Länge von 5 bis 7 mm und einen Durchmesser von 2,5 bis 3 mm. Die Oberfläche ist netzartig gekörnt und dunkelbraun. Der Embryo ist gerade und 3 bis 6 mm lang, die Keimblätter sind eiförmig bis elliptisch und 1 bis 2 mm lang, die Keimwurzel ist 2 bis 4 mm lang.

## Verbreitung und Standorte
Die Art wächst endemisch in den feuchten Küstenwäldern der ostbrasilianischen Bundesstaaten Bahia und Espírito Santo. Frühere Sammler konnten die Art auch weiter von der Küste entfernt nachweisen, jedoch wurden die meisten der mäßig feuchten Wälder in diesem Bereich in Farmland umgewandelt. Der letzte Nachweis der Art aus diesen trockeneren Bereichen von Bahia stammt aus dem Jahr 1943.

## Unterschiede zu anderen Arten
Brunfelsia clandestina ähnelt am meisten der Art Brunfelsia martiana, die ebenfalls in Bahia wächst. Sie unterscheidet sich jedoch durch kleinere Blätter mit weniger Seitenadern und den endständig stehenden, aus ein bis zwei Blüten bestehenden Blütenständen von dieser.
Vor allem bei der Untersuchung von getrockneten Pflanzen wird die Art oft mit Brunfelsia uniflora aus der Sektion Franciscea verwechselt. Im Gegensatz zu dieser Art besitzt Brunfelsia clandestina braune bis rotbraune Zweige, unbehaarte oder nahezu unbehaarte Blätter und Zweigen sowie einen röhrenförmig-glockenförmigen Kelch. Zudem sind die Blüten von Brunfelsia clandestina rein weiß, während die von Brunfelsia uniflora zunächst violett sind und zu weiß verblassen.

## Botanische Geschichte
Brunfelsia clandestina wurde erstmals in der ersten Hälfte des 19. Jahrhunderts vom Schweizer Pflanzensammler Jacques Samuel Blanchet im brasilianischen Bundesstaat Bahia gesammelt. Vor allem da diese frühen Sammlungen nicht ausreichend gekennzeichnet waren und die Herbarbelege keine Früchte trugen, wurden sie lange Zeit als Brunfelsia uniflora  bestimmt. 1973 verwies Timothy Plowman erstmals auf Unterschiede zwischen den von Blanchet gesammelten Pflanzen und anderen Brunfelsia uniflora. Durch weitere Sammlungen konnte 1981 eine eigene Art beschrieben werden, die in die Sektion Guianenses eingeordnet wurde.

## Etymologie
Das Epitheton leitet sich vom lateinischen „clandestinus“ ab, was so viel wie „geheim“ oder „versteckt“ bedeutet. Dies bezieht sich auf die Tatsache, dass die Art über ein Jahrhundert lang nicht als eigene Art erkannt wurde, sondern Brunfelsia uniflora zugerechnet wurde.